# シンキングラビット
有限会社シンキングラビットは、かつて兵庫県宝塚市に存在したパソコンゲーム黎明期のゲームソフト開発会社。日本語では「思考白兎」。1982年にパズルゲーム「倉庫番」発売と同時に会社を設立した。
代表者は「倉庫番」開発者の今林宏行。3万本のヒット作となった「倉庫番」をはじめ、アドベンチャーゲーム（AVG）「鍵穴殺人事件」「道化師殺人事件」「カサブランカに愛を」などを創作。安楽椅子探偵型の手法を用いるなど、意欲的な作品もある。「コンピューターは同じエンターテイメントの一つの表現方法」と考え、ライバルを他のゲームメーカーではなく映画や小説をライバルとした開発方針を取っていた。
パッケージには、毎回今林の友人である米田朗のイラストを使用し、そのゲームの世界観を表している。マスコットは横向きの白兎。なお、現在は今林が関わっているファルコン株式会社が商標権・著作権を保有している。

## 作品一覧

### 自社ブランド
- 倉庫番
- 倉庫番2
- T.N.T. Bomb Bomb
- 鍵穴殺人事件
- 道化師殺人事件
- カサブランカに愛を 〜殺人者は時空を越えて〜
  - 時を超えた手紙（移植時に改題）
- マデリーン 〜亡き王女のためのパヴァーヌ〜
- THE MAN I LOVE（ザ・マン・アイ・ラブ）
- ジャック/ラスベガス連続殺人

### 告知のみで発売中止
- 映画「鍵穴殺人事件」殺人事件
- 映画狂殺人事件

### 他社ブランド
- 磁界少年メット・マグ（DOG）
- 南方珀堂登場
- エイト・アイズ（セタ）